# 피슈마니예

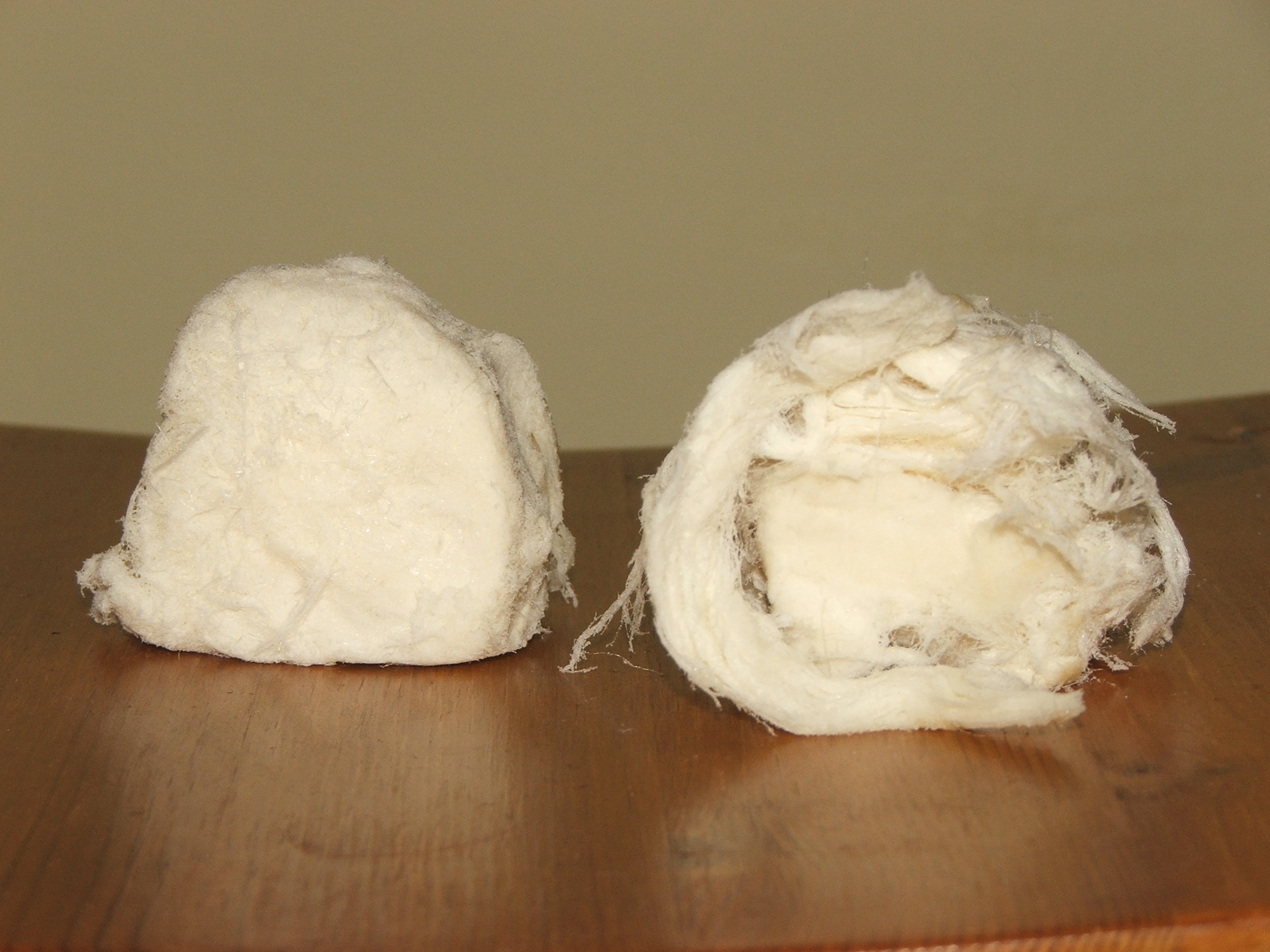

피슈마니예(Pişmaniye, 보스니아어: Ćetenija)는 버터에 구운 밀가루를 뽑아낸 설탕에 혼합하여 만든 가는 가닥의 튀르키예 및 보스니아 달콤한 과자이다. 때로는 피스타치오 너트 가루로 장식하기도 한다. 가끔 솜사탕과 비교하기도 하지만 재료와 만드는 방법이 확연히 다르다.
최근까지 피슈마니예는 튀르키예 대부분의 지역에서 집에서 만들어졌지만 이러한 전통은 이제 빠르게 사라지고 있다. 오늘날 제조 공정은 부분적으로 기계화되었다.

## 같이 보기
- 용수당